# Rolls-Royce Griffon
Rolls-Royce Griffon er en britisk fremstillet flyvemaskinemotor, udført som en 60-graders V-12 stempelmotor med 37 liter (2.240 cu.in.) slagvolumen, med væskekøling og kompressor, designet og bygget af Rolls-Royce Limited. I tråd med firmaets standard blev Griffon opkaldt efter en rovfugl, i dette tilfælde en Gåsegrib (Engelsk: Griffon vulture).
Designarbejdet med Griffon startede i 1938 efter ønske af Fleet Air Arm, beregnet på anvendelse i nye flydesigns som f.eks. Fairey Firefly. I 1939 blev det besluttet at motoren også kunne tilpasses anvendelsen i Spitfire. Udviklingen blev midlertidigt stoppet for at koncentrere ressourcerne om den lidt mindre Merlin og den 24-cylindrede Vulture; resultatet var at Griffon først gik i produktion tidligt i 1940'ne.
Griffon var den sidste i en lang linje af V-12 flymotorer fremstillet af Rolls-Royce, og produktionen blev indstillet i 1955. Der er stadig Griffon motorer i tjeneste ved Royal Air Force i dag, ved Battle of Britain Memorial Flight, og de holder en af de sidste to flyvedygtige Avro Lancaster luftdygtig.

## Design og udvikling

### Oprindelse
Ifølge Arthur Rubbras memoir, blev en neddroslet version af "R" motoren, på det tidspunkt kendt som Griffon, afprøvet i 1933. Denne motor, R11, som aldrig kom til at flyve, var beregnet på projektet "Moderat Trykladet 'Buzzard' udvikling" som dog først blev videreført langt senere, og havde ikke nogen direkte relation til den serieproducerede Griffon fra krigstiden.
I 1938 kontaktede Fleet Air Arm Rolls-Royce og forespurgte om det var muligt at udvikle en større version af Merlin. Blandt de stillede krav var god effekt ved lav flyvehøjde, og motoren skulle både være pålidelig og nem at servicere. Arbejdet med at designe motoren blev påbegyndt kort tid efter. Designprocessen forløb relativt glat i sammenligning med udviklingen af Merlin, og den første af tre Griffon I prototyper kørte første gang i den Eksperimentelle Afdeling ("Experimental Department") den 30. november 1939.
Selv om Griffon var designet til maritime fly, foreslog mr. N. E. Rowe fra Air Ministry den 8 November 1939 at montere en Griffon i en Spitfire. Tre uger senere, fik Supermarine tilladelse til at undersøge muligheden for at tilpasse Griffon og Spitfire til hinanden; som respons til dette, udstedte Supermarine 'Specification 466' den 4 December. Denne beslutning førte til en omplacering af motorens hjælpeaggregater for at reducere frontarealet til det mindst mulige. Resultatet blev at frontarealet af en 'nøgen' Griffon motor blev nedbragt til 0,73 m2 (7,9 square feet), kun en smule mere end Merlin-motorens 0,70 m2 (7,5 sq.ft.), på trods af Griffons langt større slagvolumen. Denne omdesignede motor kørte første gang den 26. Juni 1940 og gik i produktion under navnet Griffon II.
Tidligt i 1940, med Slaget om England lurende i horisonten, gav Lord Beaverbrook, Ministeren for flyproduktion, ordre til at arbejdet på den nye motor skulle sættes på pause for at koncentrere indsatsen om den mindre 27 Liters (1.650 cu.in.) Merlin, som på dette tidspunkt allerede havde overgået udgangseffekten fra den tidlige Griffon.

### Design
Sammenlignet med tidligere Rolls-Royce designs havde Griffon motoren adskillige forbedringer, hvilket betød at den fysisk kun var en smule større end Merlin, på trods af dens 36% større slagvolumen på 37 Liter (2.240 cu.in.).
En betydelig forskel var at drevene til knastakselen og magneto'en (magnettændingen) blev sammenbygget med propellens reduktionsgear på forsiden af motoren, i stedet for at benytte et separat gearsystem på bagsiden af motoren, drevet af krumtapakslen; dette tillod en reduktion af motorens længde og gjorde gearsystemet mere effektivt og pålideligt. Drevet til kompressoren blev fjernet fra fronten af motoren, indtil da havde den behøvet en lang aksel eftersom kompressoren sad bag motoren.
Smøringen af Merlin-motorens krumtapaksel foregik via kanaler skåret i motorblokken. Disse kanaler fødede hovedlejerne med olie, hvorefter olien løb videre gennem en kanal i krumtappen til plejlstangens store leje. Dette leje fik først olie efter at olien var løbet igennem hovedlejet. I Griffon var dette arrangement forbedret, og det var den første Rolls-Royce flymotor i produktion der benyttede en hul krumtapaksel til at smøre både hovedlejerne og de store plejlstangslejer. Olien blev indsprøjtet i begge ender af krumtapakslen hvilket gav en ligeligt fordelt oliestrøm til alle lejerne.
Et andet brud med traditionerne var at en højeffektiv dobbelt B.T.H-fremstillet magneto blev monteret på toppen af huset til propellens reduktionsgear; tidligere Rolls-Royce designs havde benyttet to separate magnetoer monteret på bagenden af motoren.
Griffon 61 - serien introducerede en to-trins kompressor og andre designændringer: olietrykpumperne blev nu huset inden i bundkarret, og man havde anstrengt sig for at fjerne så mange eksterne rør som muligt. Som tidligere nævnt blev drevet for kompressoren flyttet til motorens bagende og drev kompressoren via en kort torsionsaksel, i stedet for at sidde på motorens front med en lang drivaksel til kompressoren, som det havde været praksis i tidligere Griffon varianter.
Produktionen af flymotor-varianten af Griffon sluttede i December 1955, hvorimod en mariniseret version, Sea Griffon, forblev i produktion til anvendelse i RAFs maritime redningsbåde type HSL (High Speed Launches).

### Grundlæggende komponenter (Griffon 65)
Fra Jane's og Flight.
Cylindre
Tolv cylindre med flydende 'våde' foringer af hi-carbon kulstofstål placeret i to todelte cylinderblokke af støbt aluminiumslegering med separate topstykker og skørter. Cylinderforingerne hårdtforkromede i de øverste 6,35 cm (2½ in) af boringen. Cylinderblokkene monteret i en 60-grader vinkel på udfræsede flader i et todelt krumtaphus. Topstykkerne forsynet med ventilstyr af støbejern på indsugningsventilerne, styr af fosforbronze til udstødsventilerne, og udskiftelige "Silchrome" ventilsæder af en stållegering. To modstående tændrør stikker ind i hvert forbrændingskammer.
Stempler
Udfræset/drejet ud af støbegods af en "R.R.59" legering. Fuldt flydende stempelpinde af hærdet krom/nikkel stål. Two kompressionsringe og en perforeret olieskrabering over stempelpinden, en olieskrabering nedenunder.
Plejlstænger
Nikkelstål støbegods med H-formet tværsnit, hvert sæt består af en almindelig og en gaflet stang. 'Gaflen' bærer et lejehus af nikkelstål som fastholder lejepander af en bly/bronze legering med stålbagside. Stempelenden af hver stang holder en flydende bøsning af fosforbronze.
Krumtapaksel
Et stykke, fræset/uddrejet fra et kvælstofhærdet krom/nikkel/molybdænstål smedegods. Akslen er statisk og dynamisk udbalanceret. Syv hovedlejer og seks slag. Interne oliekanaler, fødet fra begge ender, benyttet til at føde smøremiddel direkte til alle lejeflader. "Flydende" frontleje med en internt fortandet annulus boltet til krumtapakslen, og med en kort splined aksel til det drivende hjul i propellens reduktionsgear. Set bagfra var rotationen med uret.
Krumtaphus
To støbte halvdele af en aluminiumslegering, samlet i den horisontale centerlinie. Øverste halvdel bærer tandhjulskassen, cylinderblokkene og en del af huset til propellens reduktionsgear; Den bærer også krumtapakslens hovedlejer (lejepander af blødt stål foret med en bly/bronze legering). Nederste halvdel fungerer som oliesump og bærer motorens primære oliepumpe, pumpen til kompressorens hastighedsvælger og to evakueringspumper. Den bærer også kølevandspumpen, som bliver drevet af samme gearing som oliepumperne.
Tandhjulskassen
Støbt af en aluminiumslegering og monteret på bagenden af krumtaphuset. Bærer kompressoren og huser drevene til kompressoren, til koblingen til den eksterne gearkasse, til motorens omdrejningstæller, propellens konstant-hastigheds enhed, til pumper til brændstof og intercooler, såvel som til olie- og kølepumperne i nederste del af krumtaphuset.
Ventiler
To indsugnings- og to udblæsnings-tallerkenventiler fremstillet af rustfast nikkel/krom gamma-jern (austenit), "K.E.965" legering, pr. cylinder. Udblæsningsventilerne har natriumkølede skafter. En beskyttende "Brightray" krom/nikkel coating er påført brændkammerfladen og sædefladen af udblæsningsventilerne, og på sædefladen af indsugningsventilerne. Hver ventil holdes lukket af to koncentriske spiralfjedre. En enkelt overliggende knastaksel med syv lejer, placeret på midten af hvert topstykke, betjener de 24 vippearme; 12 stk. aktiverer indsugningsventilerne på indersiden af topstykket/cylinderblokken, de andre 12 udblæsningsventilerne på motorens yderside.

### Slagvolumen, luftmængde og trykladning
Selv om det er almindeligt at sammenligne stempelmotorer og deres potentielle ydelse ved at se på motorens slagvolumen, giver dette ikke en præcis angivelse af motorens ydelse. Ifølge Mr. A. C. Lovesey, som var ansvarlig for udviklingen af Merlin motoren, "Det er stadig den generelle mening at motorens slagvolumen er grundlaget for sammenligninger af den mulige udgangseffekt for forskellige motortyper, men dette er ikke korrekt fordi motorens ydelse alene afhænger af dem masse af luft som den effektivt kan tvinges til at optage, og det er i denne sammenhæng at kompressoren spiller den vigtigste rolle."
I modsætning til Merlin var Griffon fra starten designet til at bruge en enkelttrins kompressor drevet af en to-hastigheds, hydraulisk betjent gearkasse. De producerede modelserier Griffon II, III, IV og VI var designet til at aflevere deres maksimale udgangseffekt i lav flyvehøjde, og blev hovedsageligt benyttet af Fleet Air Arm. Griffon 60, 70 og 80-serierne havde en to-trins kompressor og afgav maksimum effekt i lav til mellem højde. Griffon 101, 121 og 130-serierne, som kollektivt blev designeret Griffon 3 SML, benyttede en to-trins, tre-hastigheders kompressor, og fik tilføjet et sæt "Low Supercharger (L.S)" gear til de allerede eksisterende "Medium" og "Full Supercharger" (M.S og F.S) gear. En anden modifikation var at forøge diameteren af kompressorens impellere, hvilket øgede flyvehøjden hvor motoren ville yde størst effekt i hvert gear. Hvor type 101 var beregnet på at drive en fembladet propel, var type 121 og 130 designet til at drive kontra-roterende propeller. I 1946 blev en Griffon 101 monteret i en Supermarine Spiteful, RB518 (en ombygget Spitfire Mk.XIV); Dette fly opnåede en maksimal hastighed på 795 km/t (494 mph) med fuldt militært udstyr ombord.

### Omskoling
Piloter der skiftede fra Merlin- til Griffon-motoriserede Spitfires opdagede meget hurtigt at fordi Griffon motorens propel roterede i den modsatte retning af propellen på en Merlin, ville jageren svinge mod styrbord under takeoff i stedet for bagbord som de var vant til. Denne tendens var endnu mere udtalt ved de kraftigere 60- og 80- serier af Griffon, med deres fem-bladede propeller. For at modgå denne effekt blev piloterne nødt til at lære at trimme flyene mod bagbord inden et takeoff blev forsøgt. Ved takeoff var det nødvendigt at åbne for gassen langsomt, eftersom det tydelige sving mod styrbord kunne få flyet til at "krabbe" hen over startbanen, hvilket gav et voldsomt slid på dækkene.
Nogle Spitfire Mk.XIV, Mk.21 og Mk.24 blev forsøgsvis udrustet med kontra-roterende propeller, hvilket eliminerede svinget. Problemer med de tidlige udgaver af de komplicerede gearkasser der var nødvendige til disse propeller forhindrede at disse blev anvendt operationelt i Spitfire, men med en forbedret kvalitet fandt de anvendelse i senere flytyper, heriblandt Seafire F.R. Mk.46, F. Mk.47 og F.R. Mk.47, der som standard var udrustet med Griffon 87 som drev kontraroterende propeller. Griffon 57 og 57A-serierne, der blev monteret i Universal Power Plant (UPP) installationer og drev kontra-roterende propeller, blev benyttet i Avro Shackleton maritime patruljefly.

## Varianter
Griffon blev produceret i cirka 50 forskellige varianter, med Griffon 130 som den sidste i serien. Nogle data om repræsentative varianter er oplistet herunder:
- Griffon IIB

1.290 kW (1.730 hk) i en højde af 230 m (750 ft) og 1.110 kW (1.490 hk) i 4.270 m (14.000 ft) højde; Enkelt-trins to-hastigheders kompressor; impeller diameter 25,4 cm (10 in); gearinger 7.85:1, 10.68:1. Benyttet i Firefly Mk.I og Spitfire Mk.XII.
- Griffon VI

Forhøjet max. ladetryk, 1.380 kW (1.850 hk) i 610 m (2.000 ft); impeller diameter 24,7 cm (9,75 in). Benyttet i Supermarine Seafire Mk.XV og Mk.XVII, og i Spitfire XII.
- Griffon 57 og 57A

1.460 kW [1.960 hk) nominelt; 1.749 kW (2.345 hk) med vand/metanol indsprøjtning under take-off: benyttet i Avro Shackleton.
- Griffon 61

Introducerede en to-hastigheds to-trins kompressor med efterkøler lignende den på Merlin 61; 1.520 kW (2.035 hk) i 2.100 m (7.000 ft) og 1.360 kW (1.820 hk) i 6.400 m (21.000 ft) flyvehøjde; used on Spitfire F. Mk.XIV, Mk.21.
- Griffon 65

Samme som Griffon 61 med et andet propel-reduktionsgear; Impeller diameter 1. trin: 34 cm (13,4 in), 2. trin: 29 cm (11,3 in); benyttet i Spitfire F. Mk.XIV.
- Griffon 72

Forøget max. ladetryk ("boost") for at udnytte 150-oktan brændstof; 1.675 kW (2.245 hk) i 2.820 m (9.250 ft) flyvehøjde.
- Griffon 74

Griffon 72 med brændstofindsprøjtning; Firefly Mk.IV.
- Griffon 83

Modificeret til at drive kontra-roterende propeller; 1.745 kW (2.340 hk) i 230 m (750 ft) og 1.565 kW (2.100 hk) i 3,740 m (12.250 ft) højde.
- Griffon 85

1.770 kW (2.375 hk); used on Spiteful Mk.XIV.
- Griffon 89

2,350 hp (1,755 kW); benyttet i Spiteful Mk.XV.
- Griffon 101

1.805 kW (2.420 hk); To-trins tre-hastigheds kompressor med indstillingerne "Low Supercharger" (L.S), "Moderate Supercharger" (M.S) eller "Full Supercharger" (F.S) til henholdsvis lav, mellem eller stor flyvehøjde; reduktionsgearet 1:4.45; Rolls-Royce brændstofindsprøjtning. benyttet i Spiteful Mk.XVI.
- Griffon 130

1.805 kW (2.420 hk) i 1.524 m (5.000 ft) i L.S gear, 1.678 kW (2,250 hk) i 4.419 m (14,500 ft) og M.S gear, og 1.529 kW (2.050 hk) i 6.400 m (21.000 ft) flyvehøjde i F.S gear; reduktionsgearet 1:4.44; modificeret til at drive kontra-roterende propeller; Rolls-Royce brændstofindsprøjtning.
- Compound Griffon RGC.30.SM.; turbo-compound motor - aflyst 1949
- Turbo Griffon RGT.30.SM.; minder om Napier Nomad - aflyst 1949

## Anvendelse
Note:
- Avro Shackleton
- Blackburn B-54
- Bristol Beaufighter
- CAC CA-15
- Fairey Barracuda
- Fairey Firefly
- Folland Fo.108
- Hawker Fury[27]
- Hawker Henley[28]
- Hawker Tempest Mk.III/IV
- Martin-Baker MB 5
- Supermarine Seafang
- Supermarine Seafire
- Supermarine Seagull
- Supermarine Spiteful
- Supermarine Spitfire

### Racerfly
Adskillige North American P-51 Mustang, udrustet med en Griffon motor, har deltaget i "Unlimited Class" løbene under Reno Air Races. Blandt disse fly er RB51 Red Baron (NL7715C), "Precious Metal" (N6WJ) og en Mustang/Learjet hybrid "Miss Ashley II" (N57LR). Alle disse fly har benyttet Griffons med kontra-roterende propeller; motorerne og propellerne stammede fra Avro Shackleton maritime patrulje- og bombefly. RB51 'Red Baron' bør bemærkes for i årene 1979 - 1989 at have holdt FAI verdensrekorden i hastighed for fly med stempelmotor over en 3 km strækning, med hastigheden 803,092 km/t (499,018 mph).

### Anden anvendelse
I "Hydroplane" racerbådtypens "Unlimited" klasse dominerede båden Miss Budweiser fra 1980 for en tid; denne båd havde en Rolls-Royce Griffon motor. Det var den sidste konkurrencedygtige båd med stempelmotor, herefter overtog jetmotorer bådklassen.
Af og til ser man Griffon motorer anvendt til Traktortræk, i enkelt eller dobbelt konfiguration, og ofte tunet til 2.600 kW (3.500 hk).
En mariniseret version, Sea Griffon, blev anvendt i RAFs maritime redningsbåde type HSL (High Speed Launches).

## Overlevende motorer
Griffon-motoren gør fortsat tjeneste i renoverede Fireflies og sene typer Spitfires verden over. Royal Air Forces Battle of Britain Memorial Flight er p.t. en af de største operatører af disse motorer.
Den eneste tilbageblevne i teknisk forstand flyvedygtige Avro Shackleton er stationeret på Air Force Base Ysterplaat. Der er endnu et flystel i god stand og i stand til at starte motorerne i Gatwick Aviation Museum, og endnu et i Coventry Airport. Dette sidste fly er i stand til at køre på jorden ved egen kraft, og det forventes at blive erklæret flyvedygtigt indenfor en overskuelig fremtid.

## Udstillede motorer
Bevarede Griffon motorer bliver udstillet på - blandt andet - disse museer:
- Atlantic Canada Aviation Museum
- Bournemouth Aviation Museum
- Kissimmee Air Museum
- Midland Air Museum
- Royal Air Force Museum London
- Rolls-Royce Heritage Trust samlingen, Derby
- Shuttleworth Collection
- South African Air Force Museum, AFB Ysterplaat
- Stonehenge Air Museum, Fortine, Montana[35]
- Tangmere Military Aviation Museum
- Birmingham Museum Collection Centre

Så vidt vides er der p.t. ikke udstillet en Griffon i Danmark.

## Specifikationer (Griffon 65)
| Type:                | Flymotor                     | 60° V-12 væskekølet stempelmotor med kompressor                                                        |
| Boring:              | 152,4 mm                     | 6 inches                                                                                               |
| Slaglængde:          | 167,6 mm                     | 6,6 in.                                                                                                |
| Slagvolumen:         | 36,7 Liter                   | 2.240 cu.in.                                                                                           |
| Kompression:         | 6:1                          | |
| Ventilstyring:       | Overliggende knastaksel      | 1 pr. cylinderblok                                                                                     |
| Indsugningsventiler: | 2 pr. cylinder               | |
| Udstødningsventiler: | 2 pr. cylinder               | Natriumkølede skafter                                                                                  |
| Kompressor:          | To-hastighed, to-trins       | Boost regulering automatisk, forbundet med gashåndtaget                                                |
| Intercooler:         | Mellem 2.trin og motoren     | Vandkølet (70% vand, 30% ethylenglycol), kølesystemet uafhængigt af motorkølingen                      |
| Karburering:         | Tre-spjælds Bendix-Stromberg | faldstrømskarburator med trykindsprøjtning og automatisk blandingsregulering                           |
| Brændstof:           | 100 oktan Avgas/flybenzin    | Januar til Maj 1945 150 oktan                                                                          |
| Smøring:             | Tør sump, 1 trykpumpe        | 2 sugepumper                                                                                           |
| Køling:              | 70% vand, 30% ethylenglycol  | Systemet er under tryk                                                                                 |
| Reduktionsgear:      | 0,51:1                       | venstreroterende trækpropel                                                                            |
| Længde:              | 2.057 mm                     | 81 in.                                                                                                 |
| Bredde:              | 770 mm                       | 30,3 in.                                                                                               |
| Højde:               | 1.168 mm                     | 46 in.                                                                                                 |
| Vægt:                | 900 kg                       | 1.980 lb.                                                                                              |
| Vægt/effekt:         | 1,69 kw/kg                   | 1,03 hk/lb                                                                                             |
| Specifik effekt:     | 41,4 kW/L                    | 0,91 hk/cu.in                                                                                          |
| Effekt:              | 1.520 kW i 2.135 m højde     | 2.035 hk i 7.000 ft højde, kompressoren i MS gear, +18 psi boost ved 2.750 rpm                         |
|                      | 1.655 kW i 3.350 m højde     | 2.220 hk i 11.000 ft højde, kompressoren i MS gear, +21 psi boost ved 2.750 rpm og 150 Oktan brændstof |
|                      | 1.360 kW i 6.400 m højde     | 1.820 hk i 21.000 ft højde ved 2.750 rpm                                                               |
|                      |                              | |

## Media
|  |

### Citater
1. ↑  Eves 2001, p. 228.
2. 1 2 3  Flight 1945, p. 309.
3. ↑  Lumsden 2003, p. 216.
4. 1 2  Morgan and Shacklady 2000, p. 133.
5. ↑  Morgan and Shacklady 2000, p. 134.
6. 1 2 3 4  Flight 1945, p. 312.
7. 1 2  The Aeroplane 1945, pp. 1, 3, 6.
8. ↑  Rolls-Royce Griffon Engine - Hydroplane and Raceboat Museum
9. ↑  Flight 1945, pp. 312, 314.
10. ↑  Rubbra 1990, p. 118.
11. ↑  The Aeroplane 1945, pp. 1, 8.
12. 1 2  Flight 1956, p. 578.
13. ↑  Bridgman 1989, pp. 279–280.
14. ↑  [Staff author] 20 September 1945. "The Rolls-Royce Griffon" Flight, pp. 309–316. www.flightglobal.com. Retrieved: 29 October 2009.
15. 1 2  Flight 1945, p. 313.
16. ↑  Lovesey 1946, p. 218.
17. 1 2 3 4  Flight 1946, p. 34.
18. 1 2  Flight 1946, pp. 34–35.
19. ↑  Morgan and Shacklady 2000, pp. 501, 503.
20. 1 2 3  Lumsden 2003, p. 217.
21. ↑  Price 1995, pp. 29, 32–33.
22. ↑  Air Ministry 1946, paragraph 49 (i), pp. 26–27
23. ↑  Morgan and Shacklady 2000, pp. 573, 579, 580.
24. 1 2  Carvell 2010, p. 57.
25. ↑  Flight 1945, p. 315.
26. ↑  Lumsden 2003, p. 217.
27. ↑  En prototype LA610 med en Griffon 85 og en Rotol seks-bladet kontra-roterende propel
28. ↑  Et fly, anvendt som testplatform for Griffon II
29. ↑  Picture of the North American P-51D Mustang aircraft Retrieved 24 September 2011.
30. ↑  Its All in the Details Retrieved 24 September 2011.
31. ↑  Picture of the North American P-51D Mustang aircraft Retrieved 24 September 2011.
32. ↑  Picture of the North American/Rogers P-51R aircraft Retrieved 24 September 2011.
33. ↑  "Green Spirit tractor pulling team". Greenspirit.info. Arkiveret fra originalen 21. juli 2011. Hentet 2013-01-07.
34. ↑  SAAF 1722 - Avro Shackleton Arkiveret 1. september 2009 hos  Wayback Machine Retrieved: 29 July 2009
35. ↑  "ROLLS ROYCE GRIFFON 58 ENGINE". stonehengeairmuseum.org. Arkiveret fra originalen 16. april 2017. Hentet 15. november 2019.
36. ↑  Lumsden 2003, pp. 216–219.
37. ↑  The Aeroplane 1945, pp. 1–7.

## Yderligere læsestof
- Quill, J. (1983) Spitfire - A Test Pilot’s Story. Arrow Books. ISBN 0-09-937020-4

## Eksterne links
- Wikimedia Commons har flere filer relateret til Rolls-Royce Griffon

- Griffon 58 på YouTube
- "Rolls-Royce Griffon (65)" en 1945 Flight artikel om Griffon 65
- "Rolls-Royce Griffon (65)" en 1945 Flight artikel om Griffon 65
- "Rolls-Royce Griffon 130" en 1946 Flight artikel